# A941 road
Die A941 road ist eine A-Straße in der schottischen Council Areas Moray und Aberdeenshire.

## Verlauf
Die Straße beginnt nahe der Moray-Firth-Küste im Zentrum von Lossiemouth. In südlicher Richtung verlaufend erreicht die A941 nach acht Kilometern die Stadt Elgin, wo sie den Lossie quert. Im Zentrum Elgins wird die Straße für wenige hundert Meter zusammen mit der A96 (Aberdeen–Inverness) geführt. Jenseits von Elgin führt die A941 nach Südosten und erreicht Rothes. Sie führt für wenige Kilometer entlang des Westufers des Spey und quert diesen schließlich auf Höhe von Craigellachie. In der Ortschaft wird sie für wenige hundert Meter zusammen mit der A95 geführt.
Jenseits von Craigellachie folgt die A941 grob dem Lauf des Fiddich in südöstlicher Richtung und erreicht schließlich Dufftown. Jenseits der Stadt endet die A920 (Ellon–Dufftown) an der A941. Nach Süden führend quert sie nach wenigen Kilometern den Fiddich und dreht dann wieder nach Südosten ab. Nach neun Kilometern quert sie den Deveron und führt dann nach Osten, wo die Straße schließlich in Rhynie nach einer Gesamtstrecke von 60 km in die A97 (Banff–Dinnet) einmündet.